# Тонка кераміка
Тонка́ кера́міка — порцеляна, напівпорцеляна, фаянс, електро- та радіокераміка

## Сировина
Для виробництва виробів тонкої кераміки (порцеляна, напівпорцеляна, фаянс, електро- та радіокераміка) як основний компонент використовується каолін із дуже низьким вмістом барвних оксидів, а як зв'язуючий — різновиди білообпалюваних пластичних вогнетривких глин і бентонітові глини.

### Вимоги до сировини
Високі вимоги слід пред'являти до глин, що застосовуються для виготовлення порцеляни. Однак і для фаянсових виробів сировина не завжди може бути використана у природному вигляді і потребує збагачення.
Вимоги до якості глин, що використовуються у виробництві виробів тонкої кераміки, регулюються державними стандартами та
технічними умовами для окремих родовищ, як, наприклад, ГОСТ 7032-75. У глинистій сировині для тонкої кераміки шкідливими домішками є барвні оксиди заліза і титану, сірчисті сполуки, що викликають спучування черепка, включення піриту і марказиту, що дають на черепку поверхневі і приховані виплавки.

## Характеристики
Як порцелянові, так і фаянсові вироби належать до групи білого черепка. Вони можуть мати глазурований і неглазурований черепок. Різниця полягає в тому, що порцелянові вироби на зламі мають сильно спікливий черепок, а фаянсові — пористий. Пористість фаянсу змінюється від 10 до 14%, пористість порцеляни — не більше 0,5%.